# Stelis iugae
Stelis iugae är en biart som beskrevs av Noskiewicz 1962. Stelis iugae ingår i släktet pansarbin, och familjen buksamlarbin. Inga underarter finns listade i Catalogue of Life.